# 6944 Elaineowens
6944 Elaineowens este o planetă minoră (asteroid), cu un diametru de 3,367 km, din centura de asteroizi. A fost descoperită pe 25 iunie 1979 la Observatorul Siding Spring de Eleanor F. Helin. 
Obiectul prezintă o orbită caracterizată de o semiaxă mare de 2,3162714 UAi, o excentricitate de 0,14, o înclinație de 7,66128 ° în raport cu ecliptica.